# Clematis siamensis
Clematis siamensis là một loài thực vật có hoa trong họ Mao lương. Loài này được Drumm. & Craib mô tả khoa học đầu tiên năm 1915.